# 詹姆斯·斯特林·科魯姆
詹姆斯·斯特林·科魯姆，美國空軍歷史學家與反叛亂作戰專家，為美國陸軍預備役上校。
曾擔任索爾福德大學媒體與藝術學院的講師。2009至2014年間於愛沙尼亞塔爾圖波羅的海國防大學擔任院長。他曾任奧斯汀佩伊州立大學军事史兼任教授、萊文沃思堡美國陸軍指揮參謀學院联合与多国作战系军事史教授、阿拉巴马州空軍大学高级航空和航天研究学院比较军事研究教授。2005年期间，他也是牛津大学万灵学院、牛津大学国际政治系莱弗舒尔姆战争性质变化專案的客座教授。

## 作品
- 註：下列英文書名下方之中文書名為當前已出版的中譯本（未涵蓋著作的再版版本）。

- Corum, James S. . Lawrence: University Press of Kansas. 1997. ISBN 0-700-60836-2 （英语）.
- Corum, James S. . Lawrence, Kan.: University Press of Kansas. 1992. ISBN 0-700-60541-X （英语）.
  - 詹姆士·S.科鲁姆. . 民主与建设出版社. 2021-04-15. ISBN 9787513933841 （中文）.
- Corum, James S. . Lawrence, Kan.: University Press of Kansas. 2008. ISBN 978-0-7006-1598-8 （英语）.
- . University Press of Kansas. 2003. ISBN 0-700-61240-8. OCLC 51477066.
  - 詹姆斯·S. 科鲁姆. . 航空工业出版社. 2020. ISBN 9787516521311 （中文）.
- . Strategic Studies Institute, U.S. Army War College. 2006. ISBN 1-584-87230-6. OCLC 66526200.
- . Zenith Press. 2007. ISBN 978-0-760-32868-2. OCLC 71243998.
- Corum, James S. . Minneapolis, MN: Zenith Press. 2008. ISBN 978-0760330807 （英语）.